# Présidence grecque du Conseil de l'Union européenne en 2014
Présidence lituanienne du Conseil de l'Union européenne en 2013 Présidence italienne du Conseil de l'Union européenne en 2014
La présidence grecque du Conseil de l'Union européenne en 2014 désigne la cinquième présidence du Conseil de l'Union européenne effectuée par la Grèce. 
Elle fait suite à la présidence lituanienne de 2013 du Conseil de l'Union européenne à partir du 1er janvier 2014 et précède celle de la présidence italienne du Conseil de l'Union européenne à partir du 1er juillet 2014.
C'est la 5e fois que la Grèce assure la présidence du Conseil de l'Union européenne, après 1983, 1988, 1994 et 2003.

## Identité visuelle
Le logo de la présidence grecque représente un voilier formé des lettres UE
Voilà comment le logo est décrit sur le site de la présidence grecque: 
Le logo de la présidence grecque est austère et concis, s'étendant sur une note d'optimisme réaliste. Il représente un voilier à la voile, formé par les initiales de l'Union européenne. Elle aspire à unir les valeurs européennes communes et l'identité unique de la Grèce, le début de l'union du continent et son avenir, les principes solides qui ont éclairé notre passé avec nos aspirations communes pour l'avenir.
Le fond symbolique du logo est la mer : un élément fondamental de l'identité grecque, mais aussi une composante clé du passé et de l'avenir de l'Europe. La mer a des gens historiquement unis et est aujourd'hui un générateur de croissance et d'emplois à travers l'Europe ainsi, formant une marche thématique horizontale à travers les priorités de la présidence grecque. Dans ce contexte, les motifs individuels formant le logo illustrent terrain et côte découpée de la terre grecque, tandis que le " demi-cercle" représente le Parlement et le théâtre antique, berceau des traditions démocratiques de l'Europe, de l'égalité institutionnelle et de notre patrimoine culturel commun.
Le voilier est à la pointe du récit la puissance du logo : un symbole de l'exploration et de la transition, mais aussi de la communication et de l'unité. En tant que tel, il aspire à transmettre notre décision de naviguer ensemble vers un avenir commun surmonter les difficultés et les tempêtes.
Le voyage est l'essence symbolique de la narration du logo : un cours commun de la démocratie et de la participation, une recherche commune de la prospérité grâce à la croissance et à l'emploi, un navire de la mobilité et de la sécurité pour l'avenir. Ces idéaux forgés notre passé et sont maintenant l'inspiration commune qui mène notre parcours. C'est le message de la présidence grecque à l'Europe et au monde : l'Europe est notre quête et voyage commun - unis, nous naviguons encore.

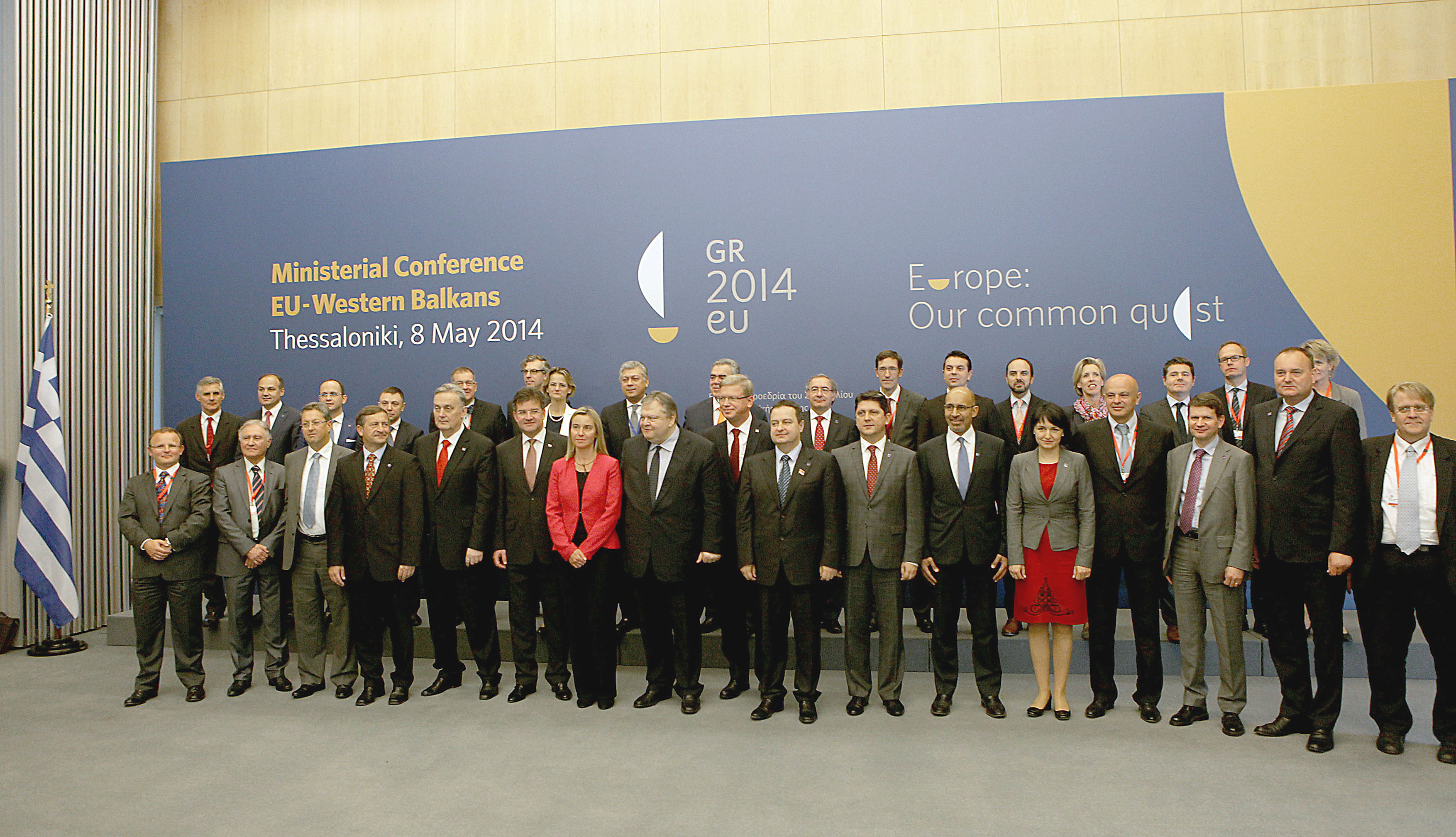
Conférence des ministres des Affaires étrangères de l'UE et des Balkans occidentaux à Thessalonique.

## Compléments